# Max-Beckmann-Schule (Frankfurt am Main)
Die Max-Beckmann-Schule (kurz: MBS) ist ein Oberstufengymnasium im Frankfurter Stadtteil Bockenheim und umfasst die Jahrgänge 11 bis 13. Im Schuljahr 2013/2014 wurde sie von 581 Schülern besucht. Namensgeber ist der Maler Max Beckmann.

## Geschichte

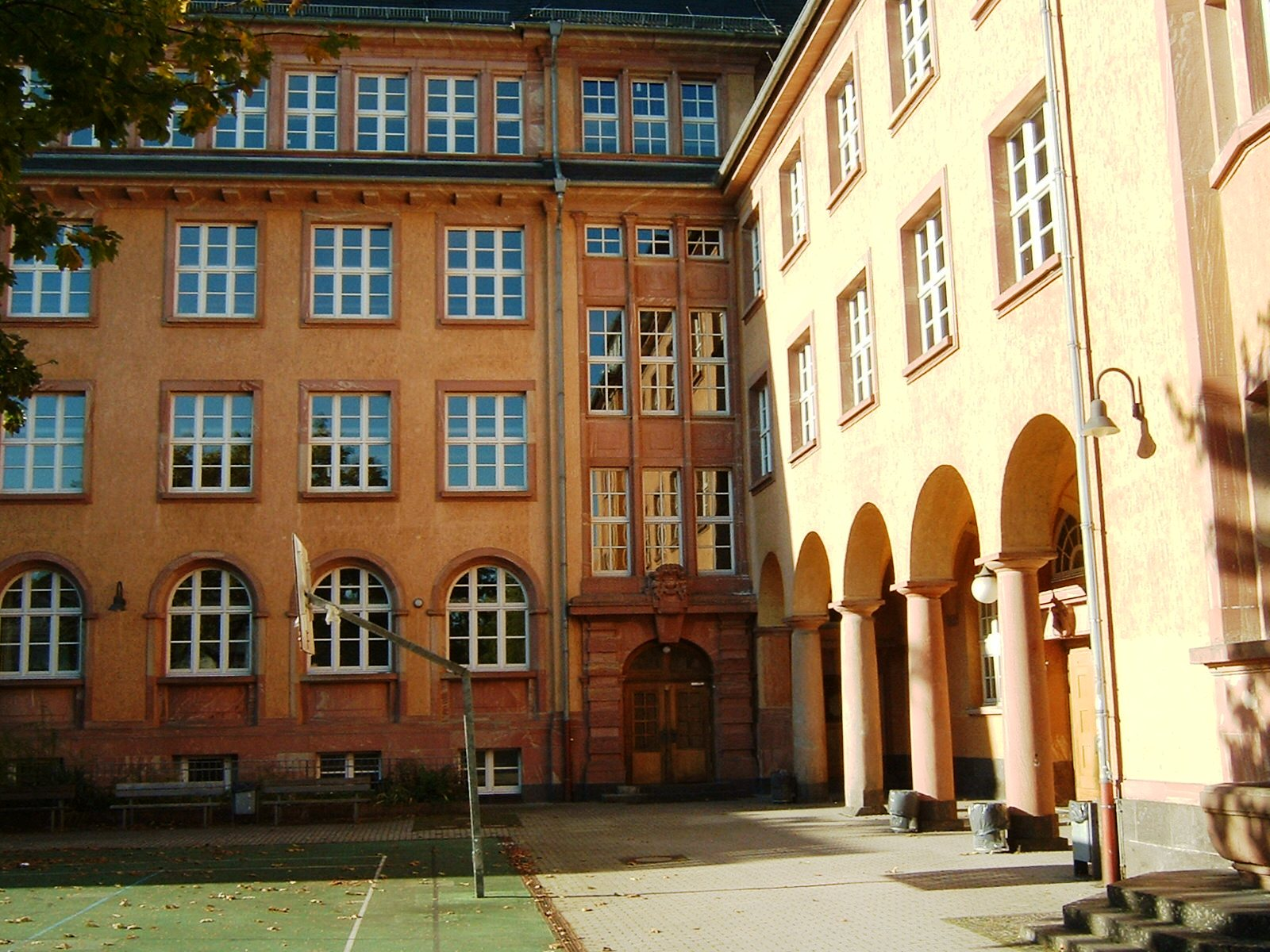
Eingang an der Georg-Speyer-Straße.

Die Schule wurde 1973 als Gymnasiale Oberstufenschule Bockenheim-Süd (GOS) gegründet und nahm ihre Arbeit zu Beginn des Schuljahres 1973/74 auf. Sie wurde gegründet, weil die damaligen Frankfurter Gymnasien sich nicht in der Lage sahen, die zahlreichen für den Besuch des Gymnasiums geeigneten Real- bzw. Gesamtschüler aufzunehmen und zur allgemeinen Hochschulreife (Abitur) zu führen. Diese Aufgabe erfüllt die Schule bis heute.
Im Jahre 1985 wurde die GOS in Max-Beckmann-Schule umbenannt. Am 10. November 1988 zog sie aus ihrer provisorischen Unterkunft, einem Gebäude der Georg-Büchner-Schule in der Pfingstbrunnenstraße in Bockenheim-Süd, in das renovierte und denkmalgeschützte Gebäude in der Sophienstraße in Bockenheim-Nord, das 1913 nach Plänen von Stadtbaumeister Adolf Moritz und Stadtbauinspektor Paul Kanold errichtet wurde und von 1913 bis 1966 die Liebigschule beherbergte.
Seit 1997 bildet die Max-Beckmann-Schule einen Schulverbund mit der benachbarten Georg-Büchner-Schule, einer Gemeinschaftsschule mit Grundstufe (Klassen 1 bis 10).

## Fächerangebot

### Leistungskurse
- Deutsch, Englisch, Französisch, Spanisch, Kunst
- Geschichte, Politik und Wirtschaft (PoWi)
- Mathematik, Biologie, Physik, Chemie
- Informatik

### Grundkurse
- Deutsch, Englisch, Französisch (auch Wirtschaftsfranzösisch), Spanisch für Fortgeschrittene ab Klasse 7 und für Anfänger ab Klasse 11, Latein für Fortgeschrittene ab Klasse 7 zum Erwerb des Latinums
- Kunst, Musik, Darstellendes Spiel (DS)
- Geschichte, Politik und Wirtschaft (PoWi), Philosophie
- katholische, evangelische und jüdische Religionslehre, Ethik
- Mathematik, Biologie, Physik, Chemie, Informatik
- Sport

## Auszeichnungen
Im Rahmen des Deutschen Lehrerpreises 2013 wurde das Projekt „Mit dem Rad Geschichte erfahren“ mit dem 3. Preis der Kategorie „Lehrer: Unterricht innovativ“ ausgezeichnet. Mit den Schülern einer 12. Klasse hatte Geschichtslehrer Klaus-Jürgen Wetz die ehemalige innerdeutsche Grenze zwischen Hessen und Thüringen gemeinsam auf dem Fahrrad erkundet.
Seit 16. Februar 2019 ist die MBS Mitglied im bundesweiten Netzwerk "Schule gegen Rassismus – Schule mit Courage".

## Bekannte Schüler
- Petra Aldenrath (* 1963, Abitur 1984), ARD-Hörfunkkorrespondentin in Peking (zuständig für China und die Mongolei)
- Tarek Al-Wazir (* 1971, Abitur 1991), stv. Ministerpräsident  und Wirtschaftsminister des Landes Hessen (Bündnis 90/Die Grünen)
- Aslı Bayram (* 1981, Abitur 2002), Miss Deutschland 2005, Schauspielerin
- Petra Bracht (* 1956, Abitur 1976), Ärztin, Buchautorin, TV- und Radio-Kommentatorin
- Taylan Burcu (* 1985, Abitur 2005), Mitglied des Hessischen Landtags (Bündnis 90/Die Grünen)
- Karim Chérif (* 1977, Abitur 1997), Schauspieler
- Kurt Heinrich Debus (* 1908; Abitur 1928, an der damaligen Liebig-Oberschule; † 1983), Raketenpionier, Direktor des Kennedy Space Centers (kein Schüler der Max-Beckmann-Schule, wurde aber in diesem Gebäude unterrichtet)
- Martina Feldmayer (* 1964, Abitur 1984), Mitglied des Hessischen Landtags (Bündnis 90/Die Grünen)
- Jule Irsch[3] (Abitur 1996), Expertin für Inklusion[4], Sozialaktivistin
- Slobodan Komljenović (* 1971, Abitur 1990), Fußballspieler in der jugoslawischen Nationalmannschaft und der 1. Bundesliga
- Henni Nachtsheim (* 1957, Abitur 1978), Mitglied des Kabarettduos Badesalz
- Hanna-Lena Neuser (* 1980, Abitur 2000), Direktorin Evangelische Akademie Frankfurt
- Deniz Ohde (* 1988, Abitur 2011), Schriftstellerin
- Hendrik Trescher (* 1984, Abitur 2003), Erziehungswissenschaftler, Soziologe, Inklusionsforscher
- Julia Roshan Moniri (* 1990, Abitur 2009), 2011–2017 Stadtverordnete in Schwalbach am Taunus, seit 2021 Stadtverordnete in Frankfurt (Bündnis 90/Die Grünen)[5]
- Cyril Tuschi (bürgerlich: Ilja Cyril Kade, * 1969, Abitur 1989), Film-Regisseur
- Maryam Zaree (* 1983, Abitur 2002), Schauspielerin, Filmemacherin